# Nannium pusio
Nannium pusio är en insektsart som beskrevs av Heidemann 1909. Nannium pusio ingår i släktet Nannium och familjen barkskinnbaggar. Inga underarter finns listade i Catalogue of Life.